# Isaiah Simmons
Pour les articles homonymes, voir Simmons.
(en) Statistiques sur pro-football-reference
Isaiah Simmons, né le 26 juillet 1998 à Omaha (Nebraska), est un joueur américain de football américain qui évolue au poste de linebacker.
Il est sélectionné par les Cardinals de l'Arizona en 8e position de la draft 2020 de la National Football League (NFL).
À la fin du mois d'août 2023, il est échangé aux Giants de New York contre un choix sur le septième tour de la Draft 2024 de la NFL.